# Terebella subcirrata
Terebella subcirrata är en ringmaskart som beskrevs av Grube 1871. Terebella subcirrata ingår i släktet Terebella och familjen Terebellidae. Inga underarter finns listade i Catalogue of Life.